# サマンガーン州
サマンガーン州（サマンガーンしゅう、ペルシア語: سمنگان）は、アフガニスタン北部の州である。面積は1万3438平方キロメートル（34州中18位）、総人口は約37万人（34州中28位）、人口密度は27人/平方キロ（34州中22位）である。州都はアイーバク。サマンガン県やサマンガン州とも。

## 地理
日本の福島県とほぼ同じ広さの州である。四方を山脈に囲まれ、中山間地と高山が8割を占める。州の南北を弧を描くようにフルム川が流れており、北部は複雑な形の盆地になっている。盆地には州都アイーバクがあり、アジアハイウェー76号線が走っている。

## 歴史

### 古代

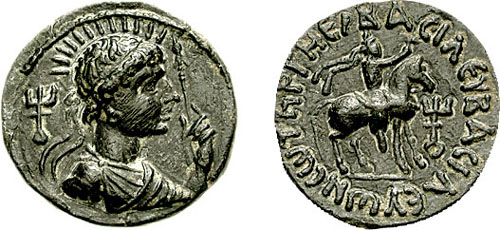
クシャーナ朝の銅貨

1世紀頃のサマンガーン州はクシャーナ朝の領域だった。クシャーナ朝には表面に「ソーテール・メガス」（偉大なる救済者）と刻まれた銅貨があったが、発行した王の名は長いこと分からなかった。1993年にサマンガーン州のラバータク村で2世紀頃のカニシカ1世が残したラバータク碑文が発見され、無名王の名がヴィマ・タクトであることが分かった。クシャーナ朝は仏教国としても知られているが、1世紀から6世紀頃のサマンガーン州の人々も仏教を信仰しており、現在でもタフティ・ルスタム（英語: Takht-i Rustam）と呼ばれる仏教遺跡が残っている。これは岩を掘って作った僧院付きの仏塔（ストゥーパ）で、バーミヤーンやジャラーラーバード、ガズニーなどにある仏教遺跡と並ぶ、アフガニスタンでも最大級の物である。

### 中世
サマンガーンという名は11世紀の「シャー・ナーメ」にも登場する。シャー・ナーメはイランがイスラム化する前の神話や伝説を集めた歴史書で、主人公の一人ロスタム（またはルスタム）はサマンガーンの王女タフミーネと結婚したと言う。スィースターンの王であるロスタムはサカ人、タフミーネはトゥーラーン人だったという説がある。なおこの地域一帯は9〜10世紀はサーマーン朝の領域だった。

### 近代
1845年、ドースト・ムハンマド・ハーンはアフガニスタン北部に軍を進めた。その頃のアフガニスタン北部の街はウズベク人のアミール達が支配しており、州都アイーバクもその1つだった。

### 冷戦時代
サマンガーン州は1958年から1964年頃に独立した州になった。1982年から1988年頃に北部をバルフ州に割譲し、ホルム市などが移管した。1988年4月、一部をサーレポル州に割譲した。

### アメリカ同時多発テロ事件以降
2004年10月、第一回の大統領選挙が実施され、サマンガーン州ではユーヌス・カーヌーニー（約38％）が最多得票を得た。2009年8月には第二回の大統領選挙が実施され、サマンガーン州ではアブドラ・アブドラ元外相が接戦を制して最多得票（約44％）を得た。2012年6月、州都アイーバクで自爆テロが起き、アフマド・カーン・サマンガニ下院議員が殺害された。サマンガニ下院議員が狙われたのはこれが二回目で、2007年5月にも暗殺未遂事件が起きている。2012年12月、ISAF軍はサマンガーン州の治安権限をアフガニスタン軍に移譲した。2014年4月、第三回の大統領選挙が実施され、サマンガーン州ではアブドラ・アブドラ元外相が最多得票（約61％）を得た。
2021年8月9日、アフガニスタン軍が撤退した為、ターリバーンは州都アイーバクを占領した。

## 行政区分

サマンガーン州の郡

1市6郡を擁する。
1. en:Aybak District - 州都: アイーバク（ペルシア語版、ドイツ語版、英語版）
2. Darah Sof Balla
3. Darah Sof Payan
4. en:Feroz Nakhchir District
5. en:Hazrati Sultan District（ハズーラテ・スルターン郡[4]）
6. en:Khuram Wa Sarbagh District（フラム・ワ・サール・バーグ郡[4]）
7. en:Ruyi Du Ab District

### 主要都市
州都アイーバクは約10万人である。

## 産業

### 農業
| 種類             | 生産量       | 順位 |
| ---------------- | ------------ | ---- |
| 小麦             | 19万8000トン | 10位 |
| 大麦             | 1万2857トン  | 16位 |
| 米               | 3659トン     | 15位 |
| アーモンド       | 2211トン     | 2位  |
| ザクロ           | 1000トン     | 2位  |
| グレープフルーツ | 243トン      | 15位 |
| りんご           | 137トン      | 12位 |
| とうもろこし     | 128トン      | 34位 |
| 綿花             | 55トン       | 12位 |
| 桃               | 20トン       | 18位 |

サマンガーン州の農業は家計収入の3分の1程度（36％）だが、特にアーモンド（34州中2位）やザクロ（34州中2位）の生産量は全国的に見ても多い。また小麦（34州中10位）の生産量も比較的上位にあり、農業収入を増やす為にピスタチオの森の再生も行っている。

### 鉱業
- ダライソープ炭鉱（Dara-i-Suf）[20]。

## 住民

### 民族
サマンガーン州の多数派はウズベク人とタジク人だと言われている。その他にはパシュトゥーン人、ハザーラ人、アラブ人、タタール人が続く。

### 言語
サマンガーン州の主要言語はダリー語（73％）であり、ウズベク語話者（22%）が続く。識字率は23％である。

## 主な出身者
- アブドゥル・サタール・シラート - アフガニスタンの政治家。王政時代の法務大臣。

## 関連事項
- アルスラーン戦記